# Маній Курій Дентат
Маній Курій Дентат (? — 270 р. до н. е.) — визначний політичний, державний та військовий діяч Римської республіки, триразовий ординарний консул, консул-суфект та цензор.

## Життєпис

### Народний трибун
Походив з плебейського роду Куріїв. Син Манія Курія. Замолоду перебрався з якогось сабінського міста до Риму. Тут він записався до плебеїв. У 298 або 291 році був обраний народним трибуном. на цій посаді протидіяв Аппію Клавдію Цеку, який як інтеррекс не бажав, незважаючи на закон Ліцинія, зараховувати голоси на користь плебеїв. Дентат зумів придушити пиху Клавдія й провів сенатську постанову, згідно з якою вибори згідно з законом були відразу затверджені. За це отримав від плебеїв будинок у м. Тіфати.

### Війна з самнітами, сабінянами та луканами
У 290 році до н. е. його обрано консулом разом з Публієм Корнелієм Руфіном. Спочатку він підкорив самнітів на всій їхній землі до Адріатичного моря. За це отримав тріумф від сенату. Повернувшись до Риму, Дентат на народних зборах сказав: «Я завоював стільки землі, що на ній могла б утворитися пустеля, якби я не захопив у полон стільки людей, надалі я захопив стільки людей, що вони могли б загинути від голоду, якби я не завоював стільки землі».
Після цього разом із колегою розпочав війну проти сабінян, які разом з вестінцами та піпенцами повстали проти римлян. Дентат змусив їх укласти вигідний для Риму мир. За це Маній Курій отримав черговий тріумф. Таке придбання сталося якраз вчасно з огляду на те, що значна частина римлян була до крайності виснажена й спустошена більш ніж 30-річною війною із самнітами та їх союзниками. Тому Курій запропонував сенату розділити сабінські землі поміж громадянами. Кількість цієї землі була настільки великою, що кожен громадянин міг отримати набагато більше звичайної частки — 7 югерів. Але Курій вважав шкідливим переступати цей ліміт, і коли народ став нарікати, він оголосив, що той поганий і небезпечний громадянин, хто не задовольняється кількістю землі, достатнім для його прогодування. Самому Курію сенат хотів виділити із завойованій землі 500 югерів, проте Дентат не прийняв такого дару й задовольнився такими ж 7 югерами, які отримав кожний римський громадянин. Тут оселився він, сам обробляв свої поля і жив у простій селянській хаті, де зустрів самнітських посланців, які приїхали до нього для отримання миру на необтяжливих умовах. Вони застали його сидячим на дерев'яній лаві перед вогнищем і снідав з дерев'яної тарілки ріпою, яку він сам спік для себе. Коли посли запропонували йому в подарунок велику суму грошей, він з посмішкою сказав: «Хто задовольняється такими сніданками, тому ваші гроші не потрібні. Я вважаю почеснішим для себе перемагати тих, які володіють золотом, ніж самому мати його».

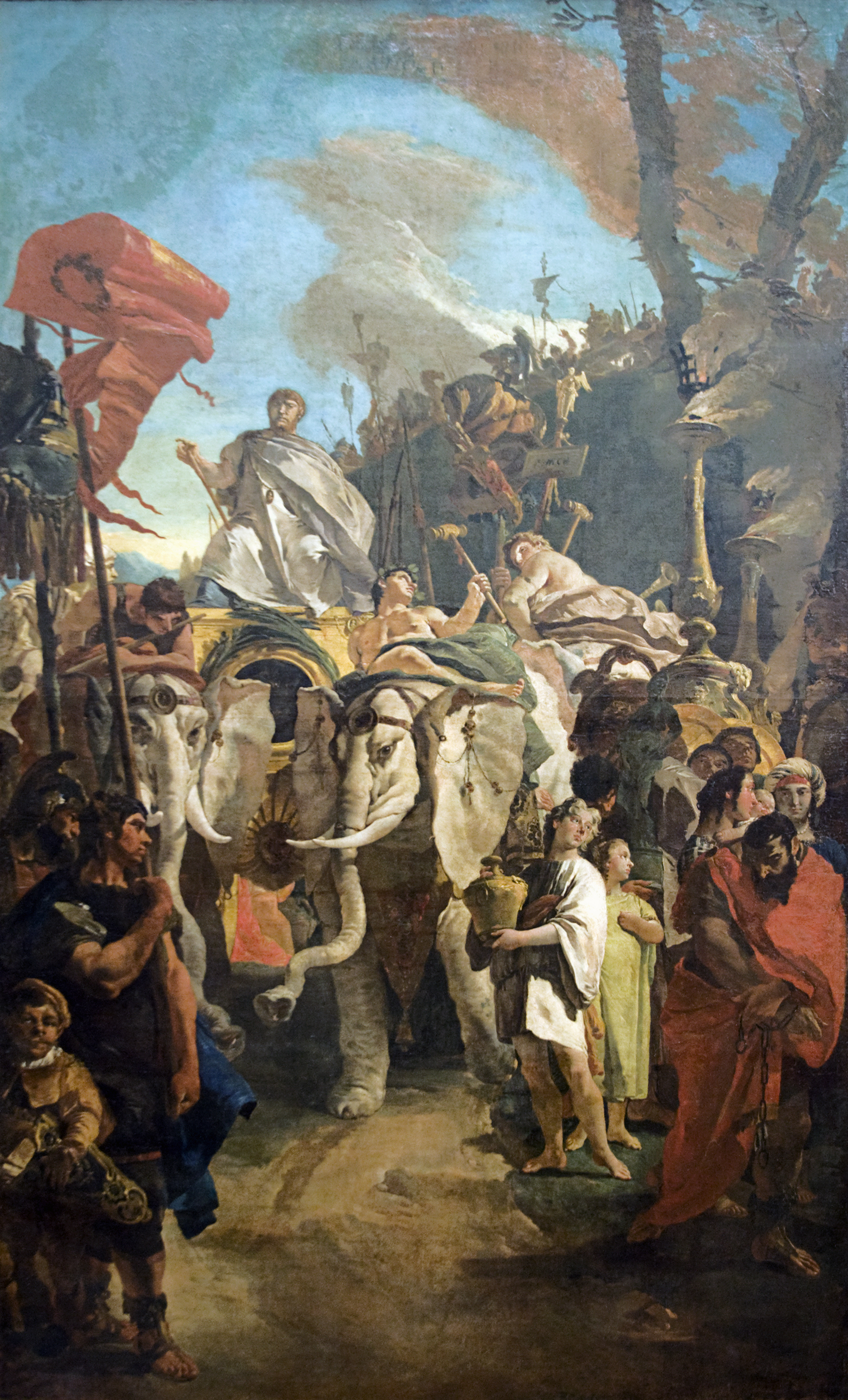
«Тріумф Манія Курія Дентата». Робота Д. Тєполло. Ермітаж

Манія Курія призначили одним з тріумвірів для розподілу сабінських земель. на цій посаді він біля м. Реате створив водоспад, який надалі отримав назву Тернійського. У 286 році до н. е. Дентат з успіхом воював проти лукан, за що отримав тріумф.
У 284 році до н. е. розпочалася війна з етрусками та сенонами, які напали на м. Арреціум. Очільник римлян — Луцій Цецилій Метелл Дентер загинув у битві. Замість нього консулом-суфектом обрано Манія Курія Дентата. Останній почався вести перемовини з вождями сенонів, які були союзниками римлян. Втім їхній вождь Бритомарикс наказ вбити римських посланців. Чогось значного Дентат у війні із сенонами не досяг.

### Війна з Пірром Епірським
У 275 році до н. е. вдруге обрано консулом, цього разу разом з Луцієм Корнелієм Лентулом Кавдіном. Разом із колегою вів війну проти Пірра Епірського, лукан та тарентіців. Під час набору війська для війни з Пірром Курій дав здорової приклад суворості. Війна з чужоземним царем, який вже двічі завдав римлянам тяжкі поразки, так налякала римлян, що до війська не бажали йти добровольці, та й ті, хто були призначені до заклику, ухилялися усілякими засобами. Внаслідок цього Курій розпорядився визначити жеребом черговий порядок триб, і коли перший легіонер, якого він викликав з триби, що опинилася за жеребом першою, не з'явився, він конфіскував майно цього неслуха. Воїн апелював до народних трибунів, але марно. Курій оголосив, що громадянин, який не вміє коритися, марний для держави, і продав як його майно, так і його самого. Це засіб подіяв — вояки стали під прапори консула і пішли за ним до перемоги.
Перед початком бойових дій колезі Дентат доручив воювати проти двох останніх, а саме вирушив проти епірського царя, якому завдав нищівної поразки при Беневенті. Курій заволодів царським табором й захопив величезну здобич, яка збагатила державу й військо. Але сам він не скористався ні найменшої частиною її. Втім знайшлися люди, які звинувачували його в приховуванні скарбів. Тоді він урочисто присягнувся, що не взяв на свою частку нічого, крім дерев'яного судини для пиття, який служив йому при жертвоприношеннях. Перемогу свою над Пірром і його союзниками — самнітами Дентат відсвяткував таким блискучим тріумфом, якого доти не було. Узяті у полон слони царя Пірра, теж брали участь у тріумфальному ході, вони вперше з'явилися на вулицях Риму. Також він розподілив між плебеями землю, надавши кожному по 14 югерів.
У 274 році до н. е. його втретє обрано консулом, цього разу разом з Сервієм Корнелієм Меренда. Тут він воював проти луканців, тарентійців та брутійців, які продовжували свій спротив Риму, попри те, що Пірр Епірський залишив Італію. По успішному завершенню війни Дентат повернувся до себе у село.
Втім у 272 році до н. е. його обрано цензором разом з Луцієм Папірієм Претекстатом. На цій посаді провів водопровід з притоку Тибру — р. Аніо — до Риму. Водопровід було побудовано на кошти, здобуті під час перемоги над Пірром. 